# BMW M5
BMW M5는 BMW에서 만드는 고성능 승용차로, 1984년에 나왔다. 경쟁 차종으로는 벤츠 E63 AMG, 아우디 RS 6, 재규어 XFR 등이 있다.

## 1세대(E28)
BMW는 535i의 플랫폼과 BMW M1의 엔진을 활용하여 1세대 M5를 1984년 암스테르담 모터쇼에 출시했다. 1세대는 나오자마자 세계에서 가장 빠른 세단이 되었고, 2,200대가 생산되었다. 직렬 6기통 3,453CC 엔진을 썼으며, 제로백은 6.5초였다. 이는 1980년대 기준으로는 매우 빠른 것이다. 최고속도는 247km/h였다. 한편, M5는 각 나라마다 4가지의 다른 타입으로 제조되었는데, 유럽과 남아프리카 사양에는 M88 엔진을 장착, 282마력의 출력을 자랑했으며, 미국 사양에는 촉매 변환기를 사용한 256마력 S38 엔진을 사용했다. 1세대는 1987년까지 생산되었다.

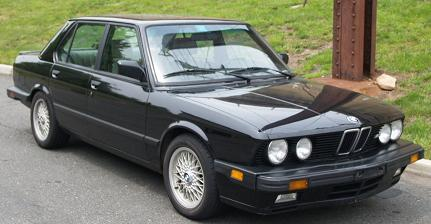
BMW M5 E28 정측면
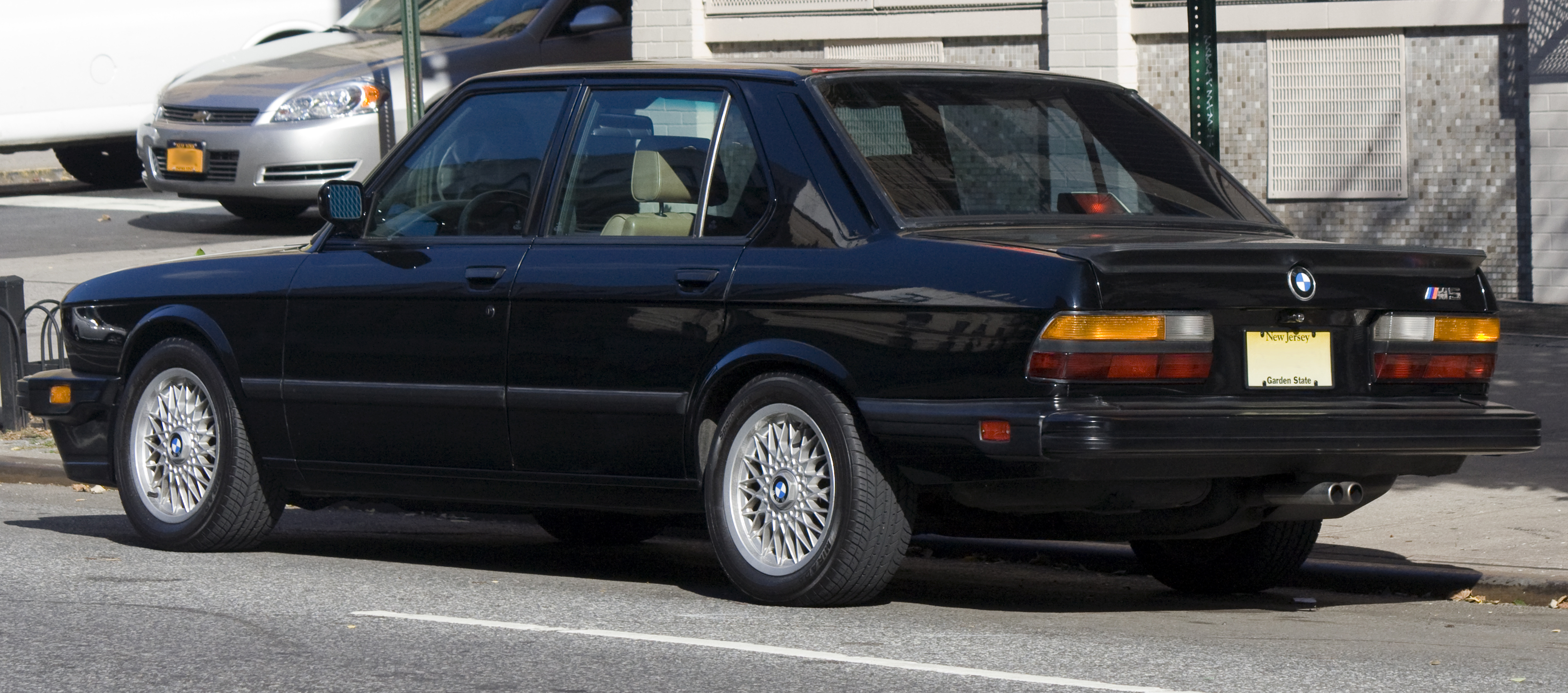
BMW M5 E28 후측면

## 2세대(E34)
1988년부터 생산되었다. E34 5시리즈를 기반으로 했으며, 새로운 엔진으로 더욱 빨라졌다. 319마력을 냈으며, 최고속도는 250km였다. 이후 속도제한으로 계속 최고속이 250km로 지정되고 있다. 총 생산량은 12,000대로 6배 가까이 늘었다. 그리고 투어링도 출시했다. 1992년에는 BMW 모터스포츠 20주년을 기념하며, 스티어링 휠과 변속 레버와 주차브레이크 레버 등을 알칸타라로 장식한 '20 jahre Motorsports'를 한정판으로 내놓았다. 1995년까지 생산되었다.

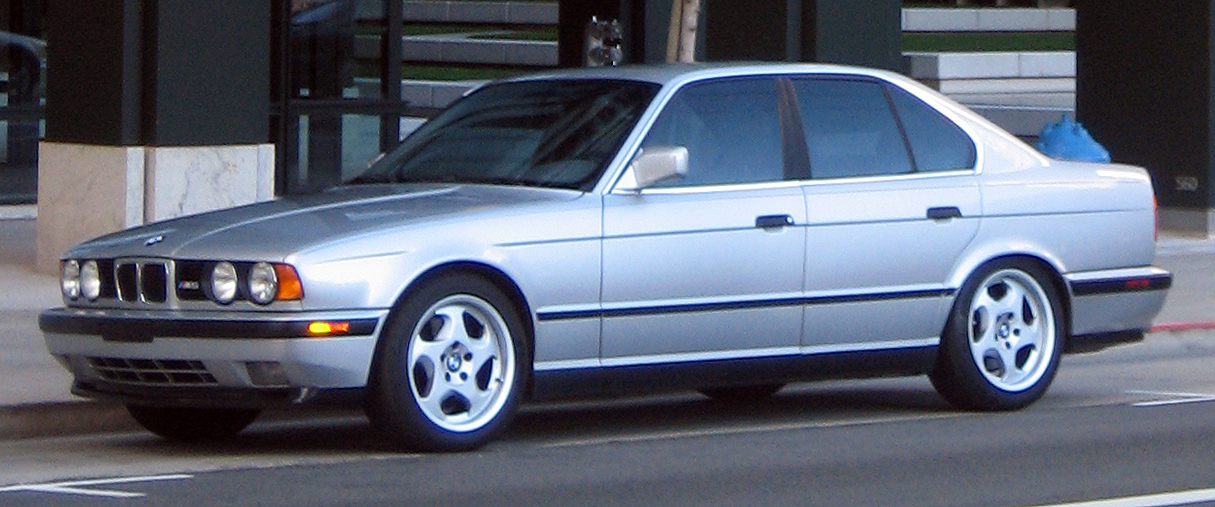
BMW M5 E34 정측면

## 3세대(E39)
1998년에 제네바모터쇼에서 첫 공개되었고, 그 해 생산을 시작했다. 처음으로 V8 5.0리터 엔진을 장착했고 BMW Z8과 공용했다. 이로 인해 E34형에 비해 80마력이나 증가한 400마력을 냈고, 제로백은 1초 가까이 빨라져 5.3초를 기록했다. 전 세대와 달리 5시리즈의 생산라인으로 옮겨져 병행 생산되었다. 생산량도 많이 늘어 2003년까지 20,000대가 판매되었다. 독일 게트락에서 제조한 6단 수동변속기 모델만 들어왔다. 연비는 6.3km/L였으며, 대한민국에는 2000년에 수입을 시작했으며, 2003년까지 생산되었다. 뉘르부르크링 서킷에서 랩타임이 8분 20초로 기록되었다. 대한민국에서는 3세대부터 정식수입 되었다.

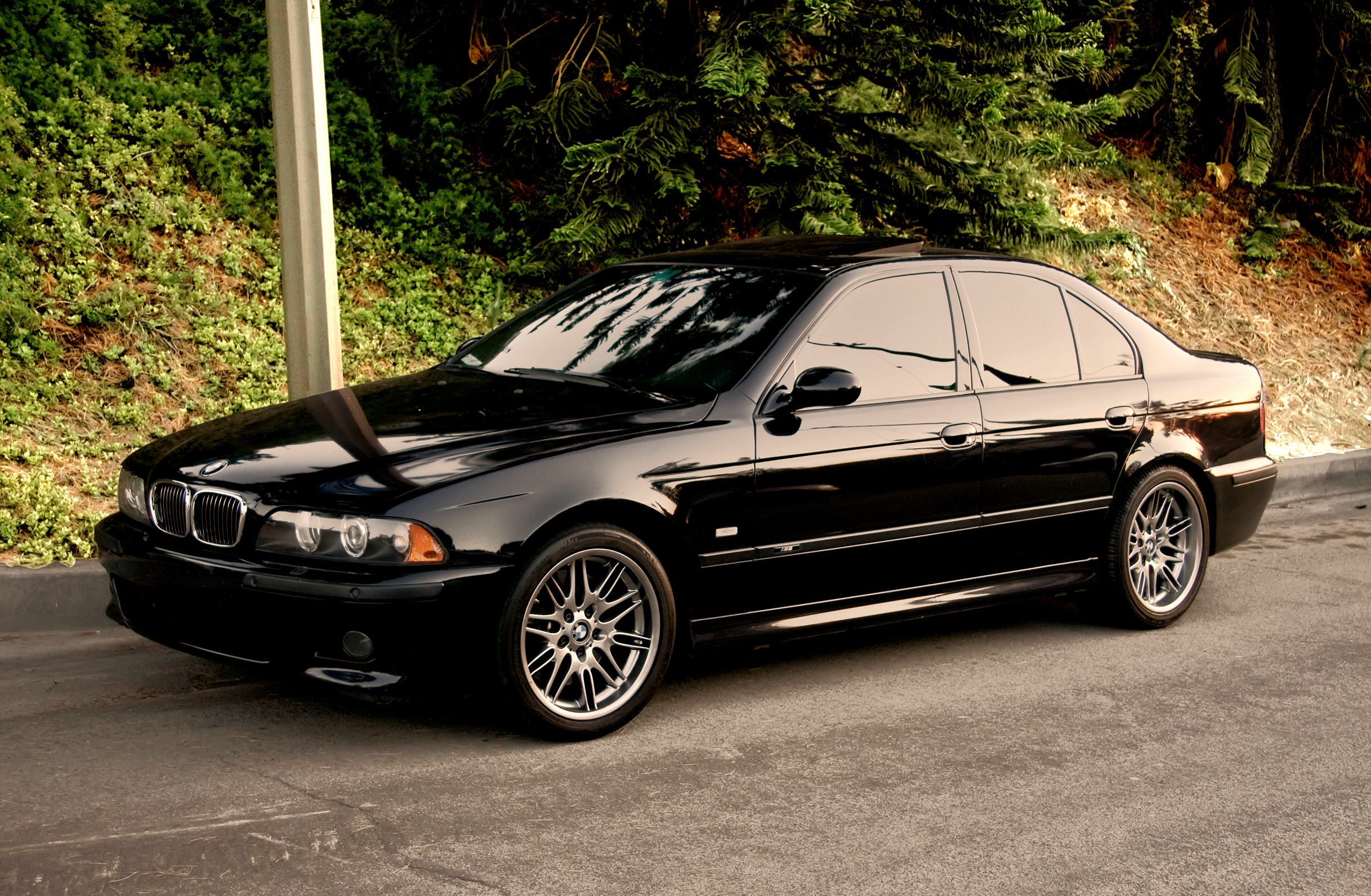
BMW M5 E39 정측면
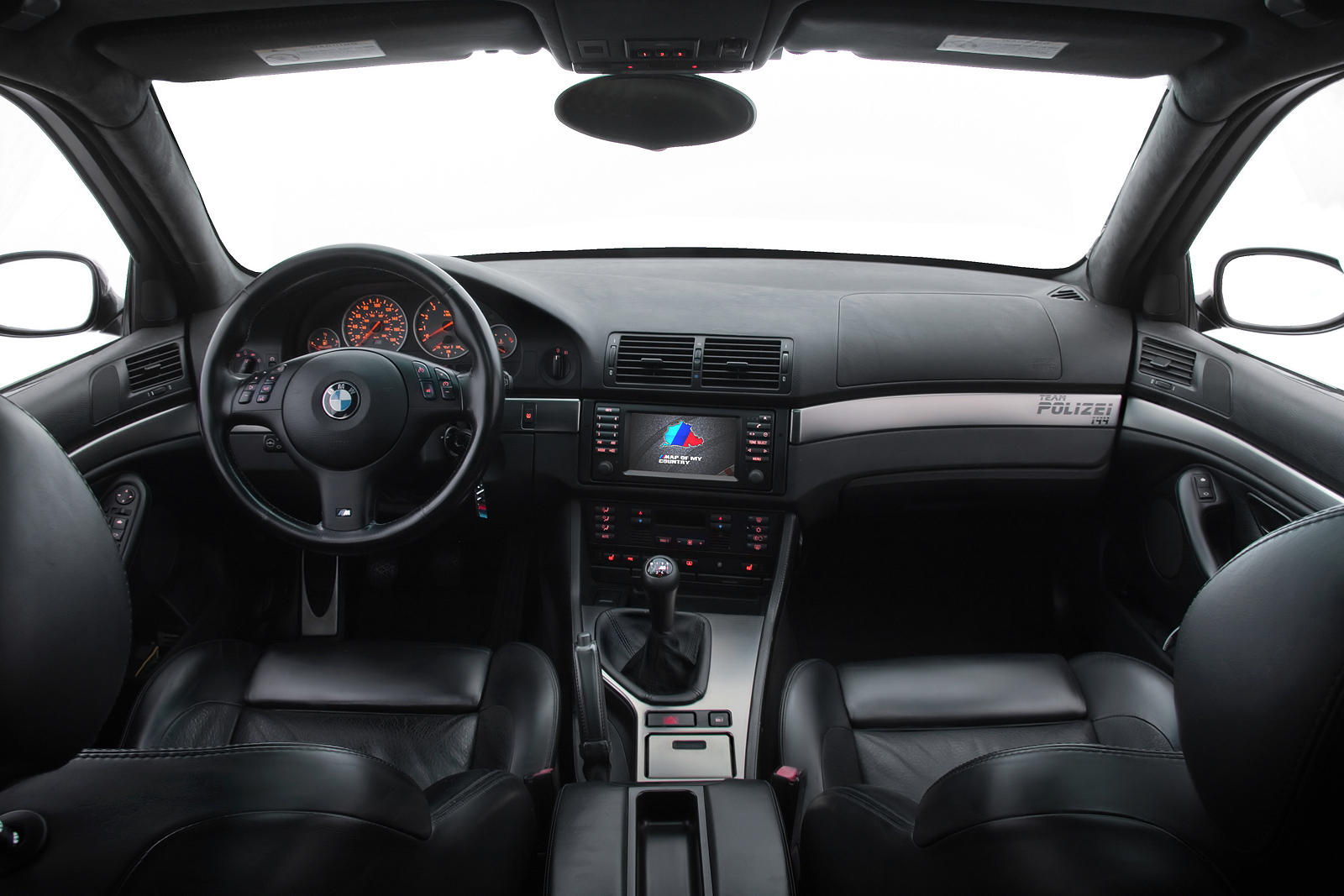
BMW M5 E39 실내(경찰차 버전)
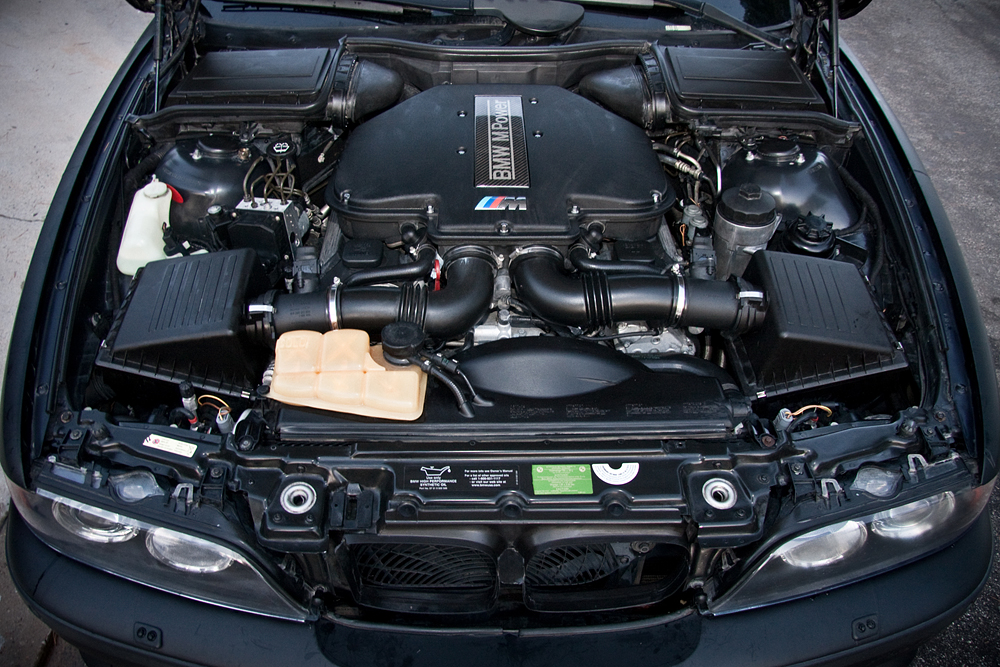
BMW M5 E39 엔진

## 4세대(E60)
2005년 E60형 5 시리즈를 기반으로 생산되기 시작했다. 당시 E60은 디자인이 수석 디자이너 크리스 뱅글의 지시 하에 만들어졌으나 패밀리 룩을 형성하지 못한 파격적인 디자인으로써 좋은 평을 듣지 못하였다. 그러나 생산량은 20,548대로 가장 성공적인 M5가 되었다. 그리고 처음으로 V형 10기통 엔진을 썼으며 507마력과 제로백 4.7초라는 놀라운 출력을 냈다. 그리고 처음으로 M5의 7단 자동변속기 버전이 나왔으며, SMG라고 불린 시퀀셜 방식이었다. 그 전에는 모두 수동변속기였으며, 대한민국에는 자동변속기만 들여왔다. 그러나 자연흡기 방식의 5.0리터 V형 10기통 엔진은 친환경적이지 않아 좋은 평가를 듣지 못하였다. 배기량 5,000cc에 연비가 6.0Km/L이였으며 CO2 배출량은 무려 400g/Km에 육박했기 때문이다. 2011년에 단종되었다.

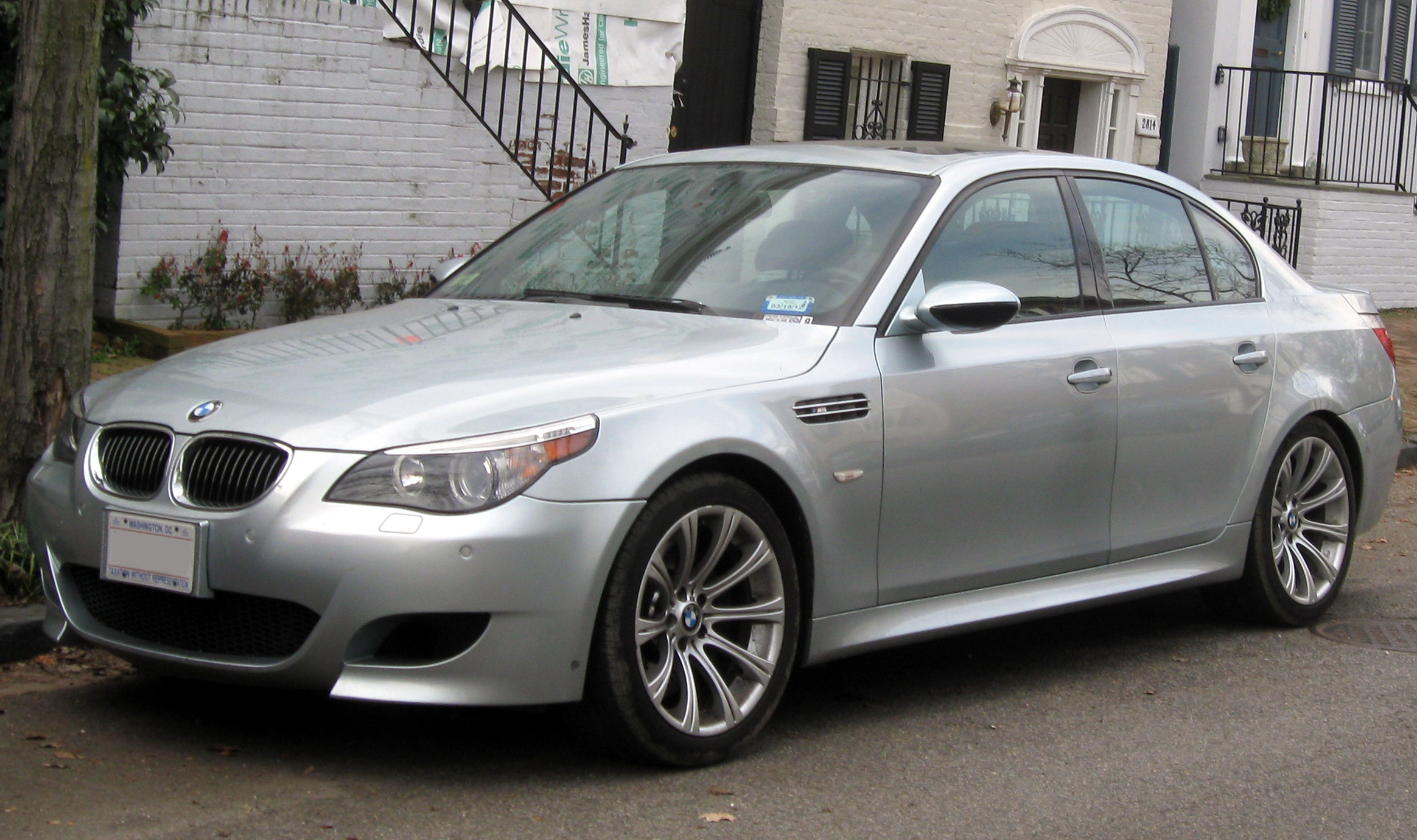
BMW M5 E60 정측면
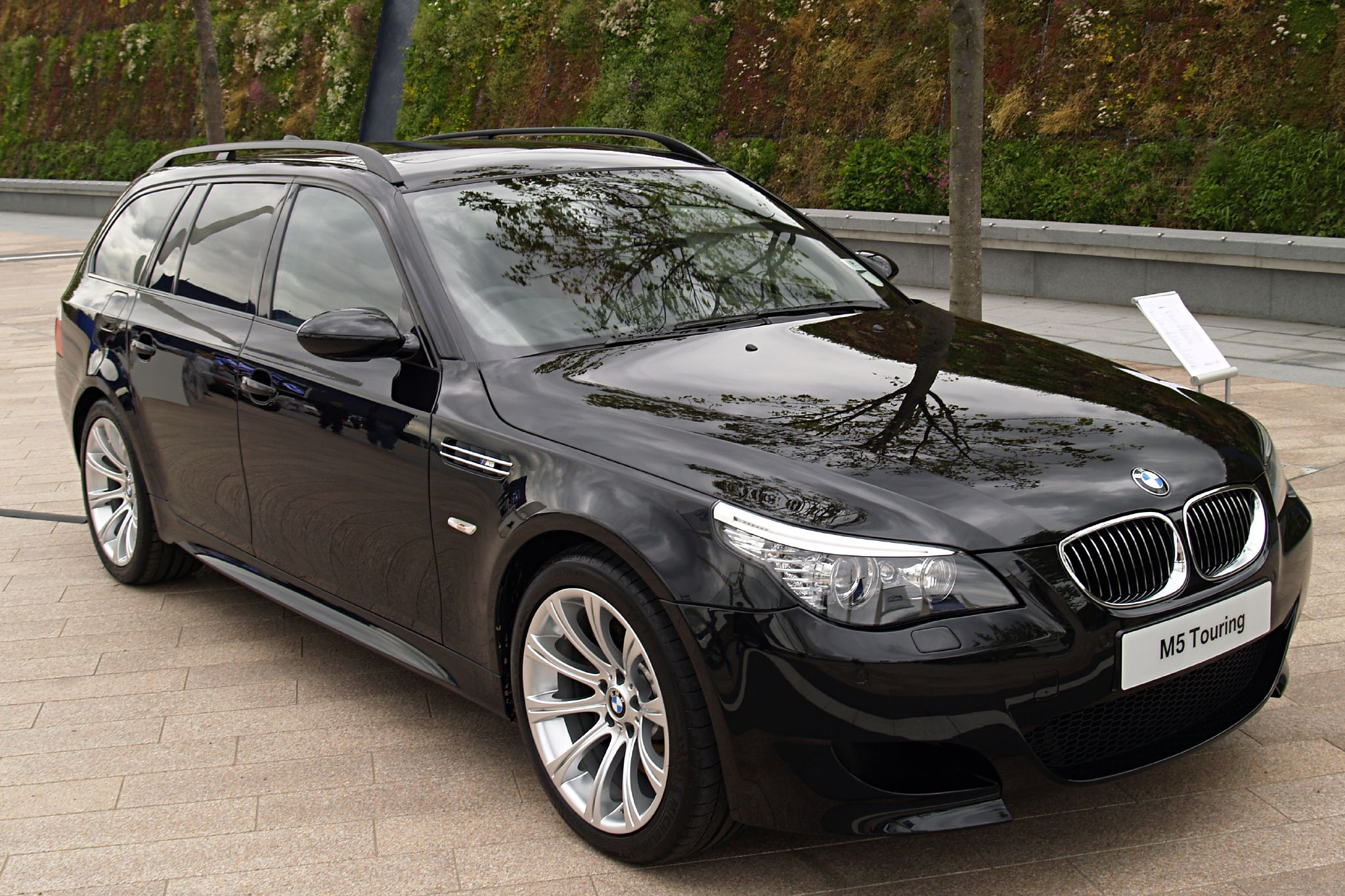
BMW M5 E61 투어링 정측면

## 5세대(F10)
2012년 대한민국에 출시되는 신형 M5(F10)는 전 세대의 V형 10기통 엔진을 버리고 다운사이징하여 V형 8기통 트윈 스크롤 터보차저를 장착한 엔진으로 쓰인다. 이 엔진은 X5 M과 X6 M이 공용하고 있다. 전 모델보다 배기량은 줄었지만 출력은 560마력으로 향상되었다. 게다가 토크는 약 69.4Kg/m로 굉장히 높은 출력을 낸다. 그로 인해 제로백은 4.3초로 더 단축되었다. 7단 듀얼클러치 방식의 자동변속기를 장착하여 연비가 8.1km/L로 상당히 좋아졌고 배기가스 배출량도 220g/Km로 현저히 줄었다. 미국 시장에는 6단 수동변속기 장착 모델도 판매되고 있으며, 이외 국가에는 모두 7단 듀얼클러치 자동변속기를 장착한다. 뉘르부르크링 서킷에서 기록한 랩타임은 전작인 E60보다 18초나 앞당긴 7분 55초를 기록했다. 2015년에는 M5 데뷔 30주년을 맞이하여 무광 다크 실버 메탈릭 색상을 적용한 차체 및 20인치 휠, 다크크롬 머플러 등 차별화 된 외형, 알칸타라와 메리노 가죽이 혼용된 시트 및 다크 알루미늄 트림, 

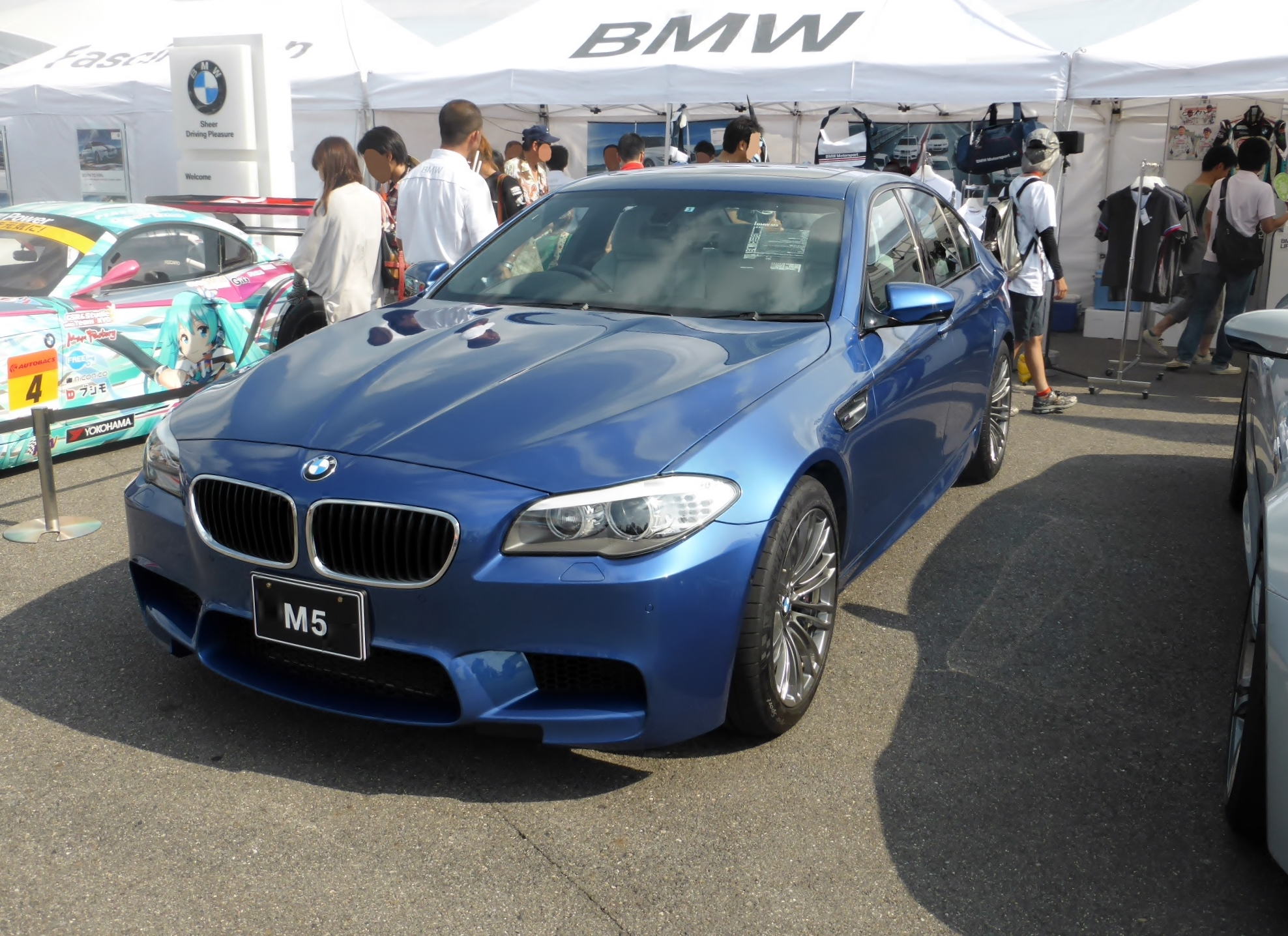
BMW M5 F10 정측면
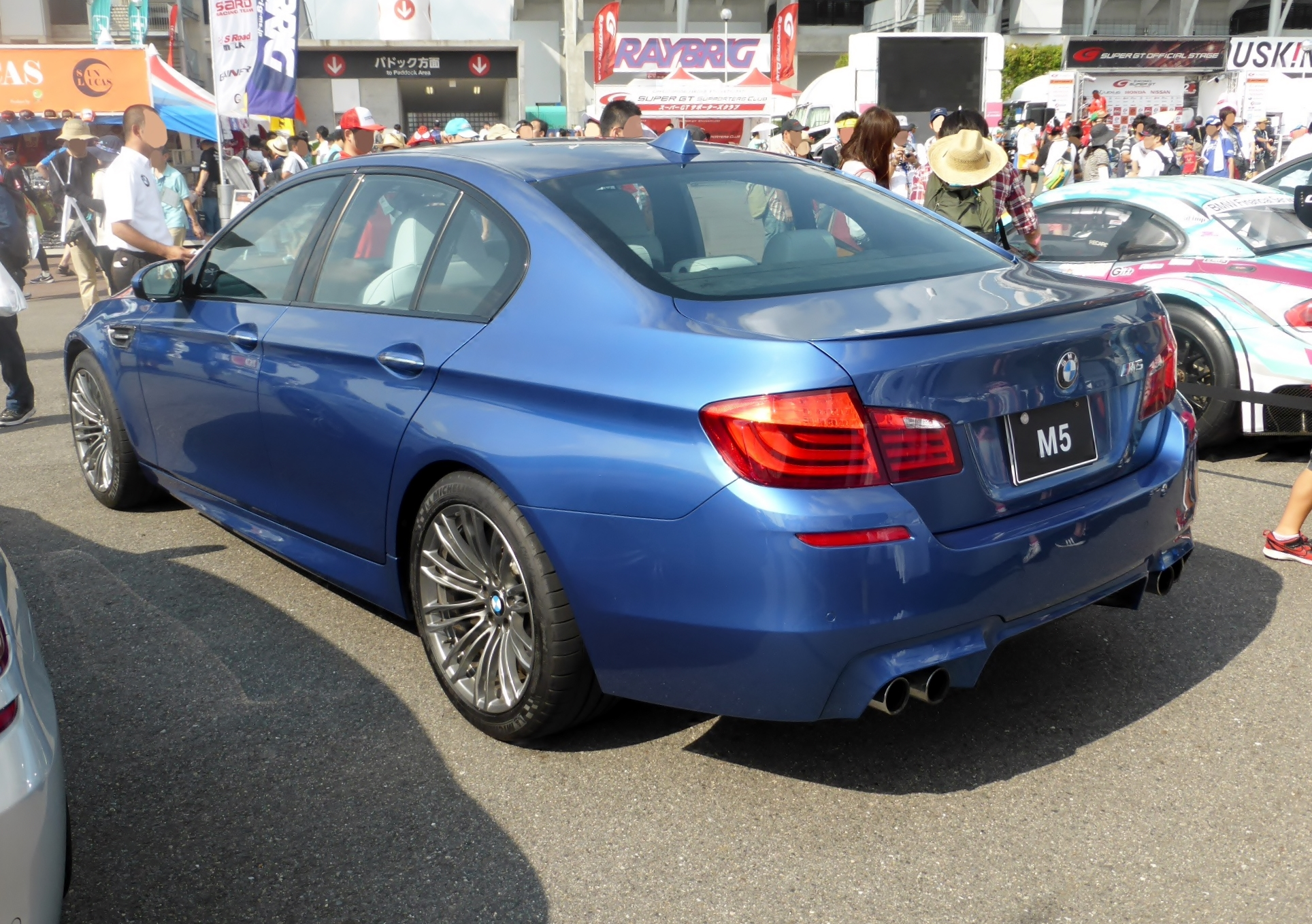
BMW M5 F10 후측면
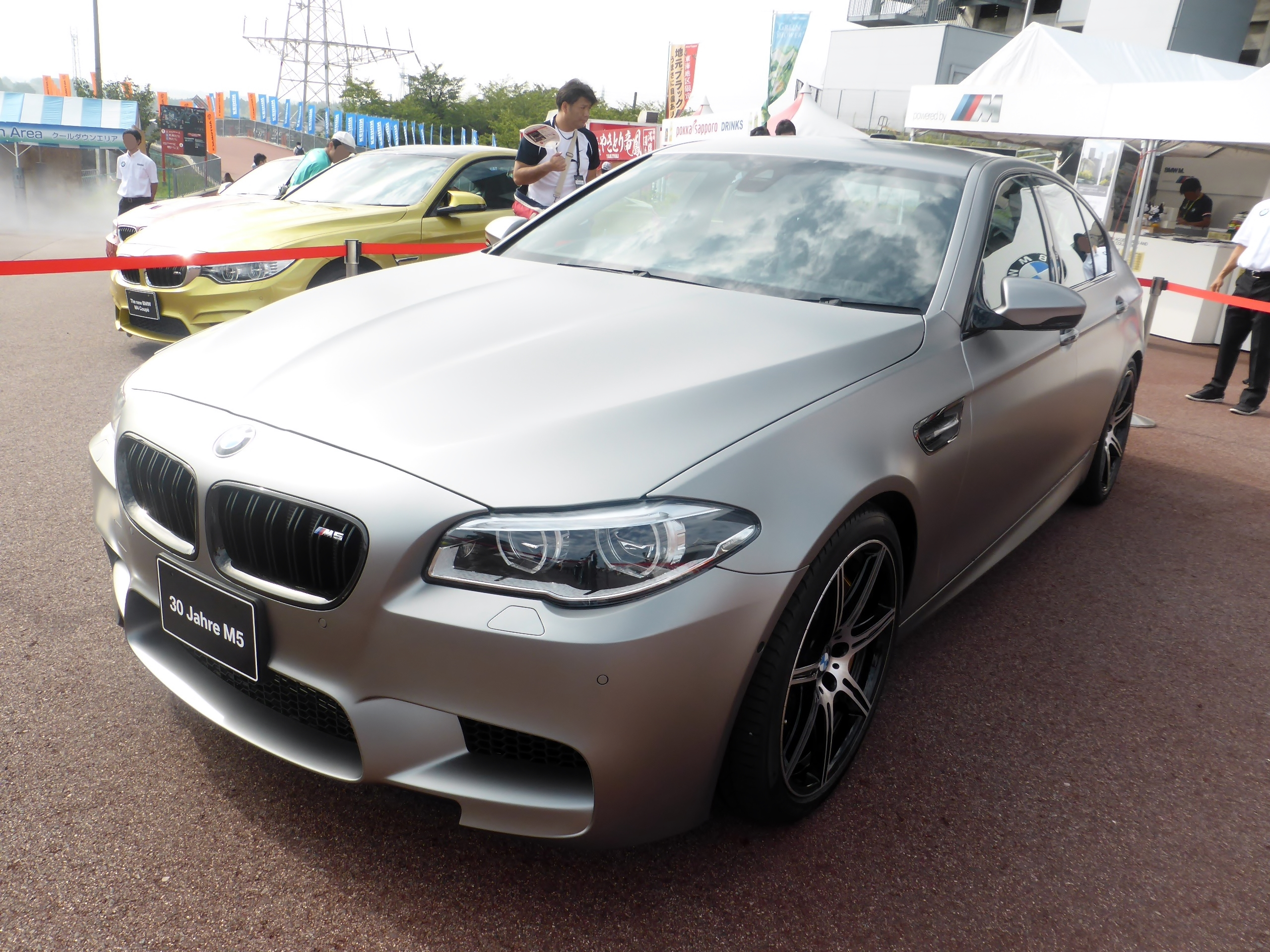
BMW M5 "30 Jahre" 정측면
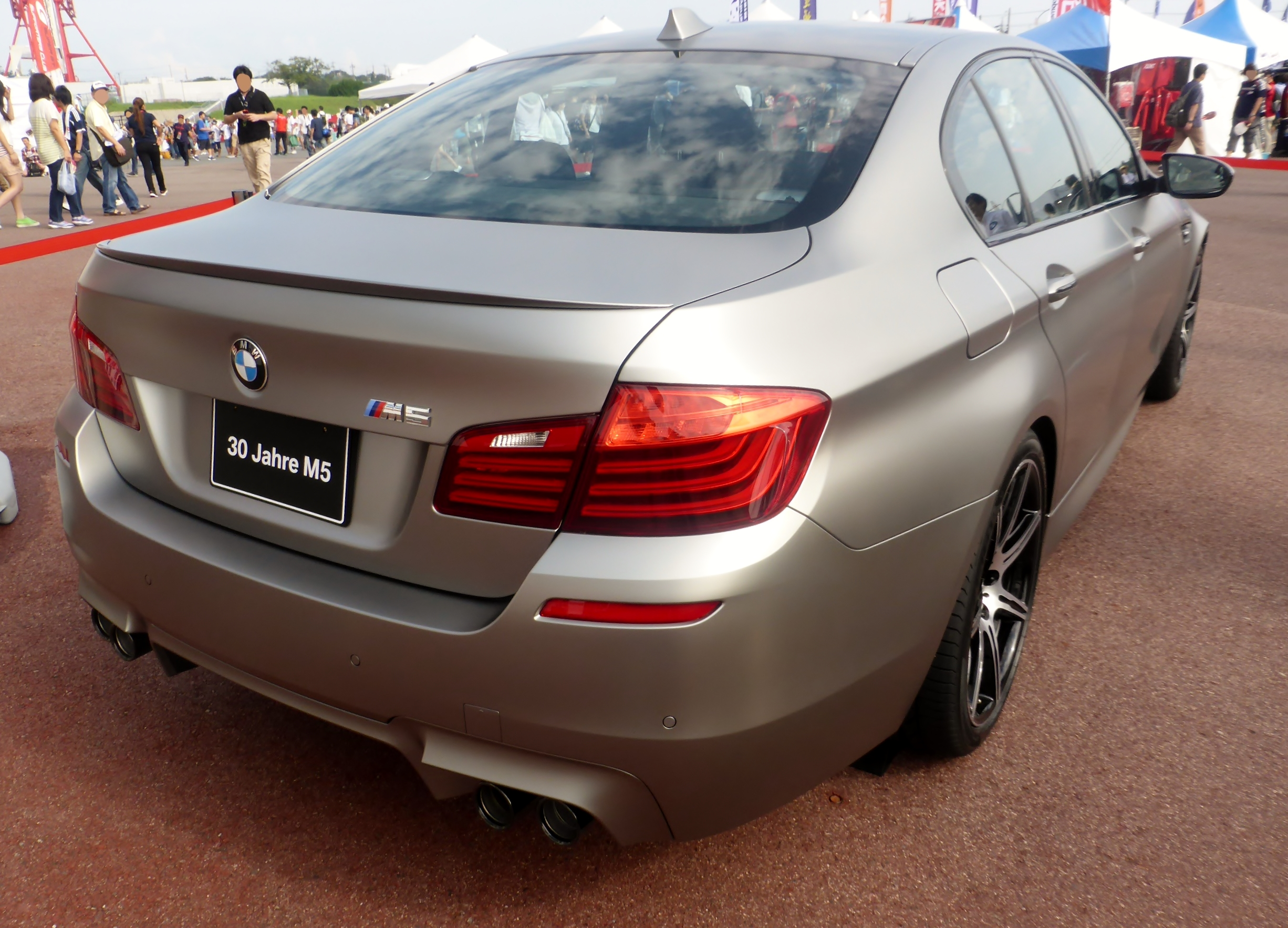
BMW M5 "30 Jahre" 후측면

역대 M5 최초의 사륜구동을 달고 나온 차이며 제로백이 3.4초로 이 속도는 람보르기니 
우라칸과 비슷한 기록이다. 참고로 다음 
페이스리프트 모델은 제로백이 3.3초이다.

## 같이 보기
- BMW 5 시리즈
- BMW M3
- BMW M6